# Cisatrakurium
Cisatrakurium, bezylan cisatrakuriowy (ATC M 03 AC) – organiczny związek chemiczny, lek należący do grupy niedepolaryzujących środków zwiotczających o średnio długim czasie działania, stosowany w anestezjologii w celu zwiotczenia mięśni szkieletowych w przebiegu znieczulenia ogólnego.

## Właściwości
Jak inne leki należące do tej grupy, działa poprzez odwracalne, kompetycyjne blokowanie receptorów cholinergicznych płytki nerwowo-mięśniowej (działanie antagonistyczne wobec acetylocholiny). Podawany dożylnie działa po 2-3 minutach od podania i efekt utrzymuje się przez około 30 minut. Eliminowany jest głównie przez wątrobę i nerki, choć niewydolność tych narządów nie wpływa na jego farmakokinetykę.
Może być stosowany przy zwiotczaniu mięśni w celu intubacji lub do podtrzymywania tego zwiotczenia w czasie znieczulenia ogólnego podczas operacji lub na oddziale oddziale intensywnej terapii.

## Dawkowanie
Początkowa dawka iniekcyjna wynosi od 0,1 do 0,4 mg/kg masy ciała, w zależności od stosowanej sedacji. Można podawać lek we wlewie dożylnym – dawkowanie leku jest wtedy uzależnione od wieku i masy pacjenta.

## Przedawkowanie
Objawia się długotrwałym porażeniem mięśni. Można odwrócić działanie leku, podając inhibitory acetylocholinoesterazy.

## Działania niepożądane
Bradykardia, niedociśnienie, skurcz oskrzeli, zaczerwienienie skóry i wysypka.
Przedłużone działanie może doprowadzać do osłabienia siły mięśniowej, sporadycznie obserwowane w oddziałach intensywnej terapii. Niektórzy pacjenci mogą być uczuleni na cisatrakurium i wykazywać reakcje anafilaktyczne o różnym stopniu nasilenia.

## Interakcje
Niektóre leki mogą zwiększać siłę działania cisatrakurium. Należą do nich:
- środki znieczulające: enfluran, izofluran, halotan, ketamina
- inne środki wywołujące niedepolaryzacyjny blok przewodnictwa mięśniowo-nerwowego: antybiotyki, aminoglikozydy, polimyksyny, streptomycyna, tetracykliny, linkomycyna, klindamycyna
- leki przeciwarytmiczne: propranolol, antagonisty kanału wapniowego, lidokaina, prokainamid, chinidyna
- diuretyki: furosemid
- sole magnezu
- sole litu
- leki blokujące zwoje nerwowe: trimatafan, heksametonium.

Inne leki mogą osłabiać siłę działania leku, na przykład długotrwale podawana fenytoina lub karbamazepina.